# Huilotla
Huilotla är en ort i Mexiko.   Den ligger i kommunen Pinal de Amoles och delstaten Querétaro Arteaga, i den centrala delen av landet, 210 km norr om huvudstaden Mexico City. Huilotla ligger 1 244 meter över havet och antalet invånare är 337.
Terrängen runt Huilotla är varierad. Runt Huilotla är det ganska tätbefolkat, med 52 invånare per kvadratkilometer. Närmaste större samhälle är Jalpan, 12,1 km öster om Huilotla. I omgivningarna runt Huilotla växer i huvudsak blandskog.